# 6a etapa del Tour de França de 2011
La 6a etapa del Tour de França de 2011 es disputà el dijous 7 de juliol de 2011 sobre un recorregut de 226,5 km entre Dinan i Lisieux. El vencedor fou el noruec Edvald Boasson Hagen (Team Sky).

## Perfil de l'etapa
Etapa més llarga de la present edició del Tour de França per la zona de Normandia. Se surt de Dinan i sempre en direcció nord-est es va fins a Lisieux, després de superar un terreny força ondulat i accidentat, però amb sols tres cotes puntuables: la cota de Saint-Michel-de-Montjoie, de 3a categoria (km 99,5) (2,4 km al 5,9), la cota de Bourg d'Ouilly, de 3a categoria (km 156,5) (2,7 km al 5,6) i la cota de Billot, de 4a categoria (km 197) (1,3 km al 6,5). L'arribada és plana, però a manca de tres quilòmetres els ciclistes han de superar una dura pujada que pot eliminar bona part dels esprintadors. L'esprint intermedi de l'etapa es troba a Vassy (km 131).

## Desenvolupament de l'etapa
Etapa de transició marcada per una escapada de cinc corredors que començà al quilòmetre 40: el francès Anthony Roux, els holandesos Lieuwe Westra i Johnny Hoogerland, el colombià Leonardo Duque i l'italià Adriano Malori. La fuga es va anar esvaint a poc a poc, controlada per l'equip del líder, el Garmin, a partir del moment en què l'avantatge va superar els 10 minuts. El quintet es va descompondre a 60 quilòmetres de meta, quan es van desenganxar Malorie, campió d'Itàlia contrarellotge, i Westra. L'italià va ser l'últim supervivent a 2,7 quilòmetres de la pancarta de meta. Aleshores, fou el torn per Aleksandr Vinokúrov, que llençaria l'esprint sense Cavendish, que havia perdut el ritme del gran grup molt abans. En el seu lloc hi va entrar l'australià Matthew Goss, però tot va ser insuficient davant l'aparició de Edvald Boasson Hagen qui resultà vencedor de l'etapa.

## Esprints
| Primer  | Anthony Roux        | 20 pts |
| Segon   | Leonardo Duque      | 17 pts |
| Tercer  | Lieuwe Westra       | 15 pts |
| Quart   | Adriano Malori      | 13 pts |
| Cinquè  | Johnny Hoogerland   | 11 pts |
| Sisè    | Mark Cavendish      | 10 pts |
| Setè    | José Joaquín Rojas  | 9 pts  |
| Vuitè   | Tyler Farrar        | 8 pts  |
| Novè    | Mark Renshaw        | 7 pts  |
| Desè    | Philippe Gilbert    | 6 pts  |
| Onzè    | Alessandro Petacchi | 5 pts  |
| Dotzè   | Mickaël Delage      | 4 pts  |
| Tretzè  | Francisco Ventoso   | 3 pts  |
| Catorzè | Bernhard Eisel      | 2 pts  |
| Quinzè  | Amaël Moinard       | 1 pt   |

| Primer  | Edvald Boasson Hagen | 45 pts |
| Segon   | Matthew Harley Goss  | 35 pts |
| Tercer  | Thor Hushovd         | 30 pts |
| Quart   | Romain Feillu        | 26 pts |
| Cinquè  | José Joaquín Rojas   | 22 pts |
| Sisè    | Arthur Vichot        | 20 pts |
| Setè    | Philippe Gilbert     | 18 pts |
| Vuitè   | Gerald Ciolek        | 16 pts |
| Novè    | Marco Marcato        | 14 pts |
| Desè    | Arnold Jeannesson    | 12 pts |
| Onzè    | Jakob Fuglsang       | 10 pts |
| Dotzè   | Cadel Evans          | 8 pts  |
| Tretzè  | Julien El Fares      | 6 pts  |
| Catorzè | Sébastien Hinault    | 4 pts  |
| Quinzè  | Andreas Klöden       | 2 pts  |

## Ports de muntanya
| Primer | Johnny Hoogerland | 2 pts |
| Segon  | Anthony Roux      | 1 pt  |

| Primer | Anthony Roux      | 2 pts |
| Segon  | Johnny Hoogerland | 1 pt  |

- 3. Cota de Billot. 191m. 4a categoria (km 197) (1,3 km al 6,5%)

| Primer | Lieuwe Westra | 1 pt |

## Classificació de l'etapa
|    | Ciclista             | Equip                  | Temps      |
| -- | -------------------- | ---------------------- | ---------- |
| 1  | Edvald Boasson Hagen | Team Sky               | 5h 13' 37" |
| 2  | Matthew Goss         | Team HTC-High Road     | m. t.      |
| 3  | Thor Hushovd         | Garmin-Cervélo         | m. t.      |
| 4  | Romain Feillu        | Vacansoleil-DCM        | m. t.      |
| 5  | José Joaquín Rojas   | Movistar Team          | m. t.      |
| 6  | Arthur Vichot        | FDJ                    | m. t.      |
| 7  | Philippe Gilbert     | Omega Pharma-Lotto     | m. t.      |
| 8  | Gerald Ciolek        | QuickStep Cycling Team | m. t.      |
| 9  | Marco Marcato        | Vacansoleil-DCM        | m. t.      |
| 10 | Arnold Jeannesson    | FDJ                    | m. t.      |

## Classificació general
|    | Ciclista             | Equip             | Temps       |
| -- | -------------------- | ----------------- | ----------- |
| 1  | Thor Hushovd         | Garmin-Cervélo    | 22h 50' 34" |
| 2  | Cadel Evans          | BMC Racing Team   | + 1"        |
| 3  | Frank Schleck        | Team Leopard-Trek | + 4"        |
| 4  | David Millar         | Garmin-Cervélo    | + 8"        |
| 5  | Andreas Klöden       | Team RadioShack   | + 10"       |
| 6  | Bradley Wiggins      | Team Sky          | + 10"       |
| 7  | Geraint Thomas       | Team Sky          | + 12"       |
| 8  | Edvald Boasson Hagen | Team Sky          | + 12"       |
| 9  | Jakob Fuglsang       | Team Leopard-Trek | + 12"       |
| 10 | Andy Schleck         | Team Leopard-Trek | + 12"       |

|    | Ciclista           | Equip              | Total   |
| -- | ------------------ | ------------------ | ------- |
| 1r | Philippe Gilbert   | Omega Pharma-Lotto | 144 pts |
| 2n | José Joaquín Rojas | Movistar Team      | 143 pts |
| 3r | Thor Hushovd       | BMC Racing Team    | 112 pts |

|    | Ciclista          | Equip           | Total |
| -- | ----------------- | --------------- | ----- |
| 1r | Johnny Hoogerland | Vacansoleil-DCM | 4 pts |
| 2n | Anthony Roux      | FDJ             | 3 pt  |
| 3r | Cadel Evans       | BMC Racing Team | 2 pt  |

|    | Ciclista             | Equip            | Temps       | Temps |
| -- | -------------------- | ---------------- | ----------- | ----- |
| 1r | Geraint Thomas       | Team Sky         | 22h 50' 46" |       |
| 2n | Edvald Boasson Hagen | Team Sky         | m. t.       |       |
| 3r | Robert Gesink        | Rabobank ProTeam | + 08"       |       |

|    | Equip             | Temps       | Temps |
| -- | ----------------- | ----------- | ----- |
| 1r | Garmin-Cervélo    | 67h 42' 22" |       |
| 2n | Team Sky          | + 2"        |       |
| 3r | Team Leopard-Trek | + 4"        |       |

## Abandonaments
- Iván Velasco (Euskaltel–Euskadi). No surt per culpa d'una fractura de clavícula produïda en l'etapa anterior.
- Vassil Kirienka (Movistar Team). Fora de control.